# ماريون بورنس
ماريون بورنس (بالإنجليزية: Marion Burns)‏ هي ممثلة أمريكية، ولدت في 9 أغسطس 1907 بلوس أنجلوس في الولايات المتحدة، وتوفيت في 22 ديسمبر 1993 في الولايات المتحدة بسبب مرض.

## وصلات خارجية
- ماريون بورنس على موقع IMDb (الإنجليزية)
- ماريون بورنس على موقع ألو سيني (الفرنسية)
- ماريون بورنس على موقع أول موفي (الإنجليزية)
- ماريون بورنس على موقع قاعدة بيانات الأفلام السويدية (السويدية)
- ماريون بورنس على موقع قاعدة بيانات الفيلم (الإنجليزية)
- ماريون بورنس على موقع كينوبويسك (الروسية)